# Edificio BCV
Edificio BCV (o Edificio Banco Central de Venezuela) es un rascacielos de oficinas ubicado en la Avenida Urdaneta, entre las esquinas de Santa Capilla y Carmelitas, en Caracas, Venezuela. Es sede del Banco Central de Venezuela, siendo la fuente financiera más amplia de la ciudad. 

## Historia

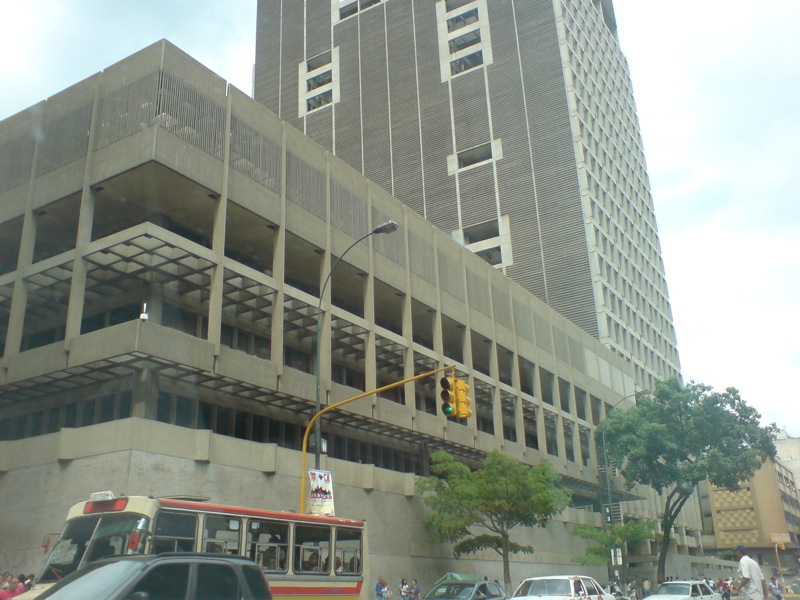
Vista del edificio desde la Avenida Urdaneta

El proyecto arquitectónico fue diseñado en 1967, por el arquitecto Tomás José Sanabria, siendo merecedor del Premio Nacional de Arquitectura. Se encuentra justo en el lugar donde antiguamente se ubicaba un convento de monjas carmelitas, las cuales le dieron el nombre a la esquina homónima.
Esta obra tiene 60.000 metros cuadrados de construcción, incluyendo cinco sótanos de estacionamiento, tres de seguridad y oficinas, planta baja, mezzanina, tres pisos generales para oficinas y un cuarto piso para comedores y sala de asambleas. El edificio mide 125 metros de altura y tiene 29 pisos para uso financiero, siendo inaugurado en 1973 por el presidente Rafael Caldera.